# Robert Knox
Robert Arthur Knox (Kent, 21 de agosto de 1989 — Londres, 24 de maio de 2008) foi um ator britânico nascido na Inglaterra. 
Seu papel mais relevante foi o de Marcos Belby, em Harry Potter e o Enigma do Príncipe. Na história, Marcus é um aluno de Ravenclaw, uma das casas da Hogwarts.

## Carreira
Ele foi aluno da Beths Grammar School, em Bexley. Atuou desde os 11 anos de idade, e seu primeiro papel creditado foi uma pequena parte em um episódio do drama policial The Bill e ele também apareceu no Channel 4 em Trust Me, I'm a Teenager , e a Comédia da BBC After You Gone. Ele já havia aparecido como figurante em várias produções. O primeiro filme em que Knox apareceu foi King Arthur em 2004. Ele também apareceu em Tonight com Trevor McDonald.

### Harry Potter
Em 2007, as filmagens começaram para o papel de Marcus Belby em Harry Potter e o Enigma do Príncipe, a adaptação cinematográfica do best-seller da autora britânica JK Rowling  romance e a sexta parte da série de filmes do Harry Potter.
Knox estrelou postumamente em Harry Potter e o Enigma do Príncipe (2009).

## Assassinato
Em 24 de maio de 2008,Robert foi morto alguns dias depois do final das gravações do filme. O assassino foi Karl Bishop, que pegou prisão perpétua pelo assassinato. Ele tentou roubar o celular do irmão do ator que reagiu e foi esfaqueado, Robert veio em sua ajuda mas também acabou por sofrer ferimentos que o levaram à morte.
De acordo com o Telegraph, o crime aconteceu no início da noite de sábado. Robert chegou a ser levado para o hospital, mas não resistiu aos ferimentos e morreu por volta da 1h. Seu irmão, 16 anos, sofreu alguns golpes superficiais e está em recuperação. Um porta-voz da Scotland Yard disse: "um homem com idade por volta de 21 anos foi preso sob suspeita de homicídio. Ele é mantido sob custódia". Fãs do filme deixaram mensagens na Internet e levaram flores ao local do crime, publicou a BBC. A família de Knox declarou que ele era "amável e pensativo" e "era adorado por toda a sua família e amigos". Seu tio, Kevin May, disse: "era um grande rapaz, sempre extremamente divertido... um rapaz genuinamente amável, muito afetivo como sua família é".